# Kristina Mundt
Kristina Mundt (n. 25 ianuarie 1966, Merseburg, Republica Democrată Germană, Germania) este o canotoare ce a reprezentat Germania, medaliată olimpică. A participat la 2 ediții ale Jocurilor Olimpice (1988, 1992) în care a câștigat două medalii de aur.